# 本·狄金森
本·狄金森（英語：Ben Dickenson；1993年2月26日—）是一位英格蘭足球運動員。在場上的位置是邊鋒或前鋒。他現在效力於英格蘭足球甲級聯賽球隊吉林漢姆足球俱樂部。他在2014年6月30日加盟吉林漢姆。

## 外部連結
- 足球数据库：本·狄金森的球员统计数据
- Soccerway資料庫：本·狄金森